# 7,5×54mm
O 7,5×54mm ou 7,5×54mm francês, 7,5 francês ou 7,5 MAS (designado como 7,5 × 54 MAS pelo C.I.P.) é um cartucho de fuzil sem aro e com gargalo. Foi desenvolvido pela França como uma atualização do cartucho 7,5×57mm MAS mod. 1924. Ele substituiu o obsoleto cartucho 8×50mmR Lebel usado durante a Primeira Guerra Mundial e serviu como cartucho de serviço francês até ser substituído pelos cartuchos 5,56×45mm NATO e 7,62×51mm NATO nas décadas de 1970 e 1980.
O 7,5×54mm MAS francês tem um diâmetro incomum de culatra e câmara de 12,39mm, e tem balística comparável à munição 7,62×51mm NATO/.308 Winchester.

## Dimensões
O 7,5×54mm MAS tem capacidade de cartucho de 3,76ml (58,0 grãos H2O). O formato externo do estojo foi projetado para promover alimentação e extração confiáveis em fuzis de ferrolho e metralhadoras, sob condições extremas.

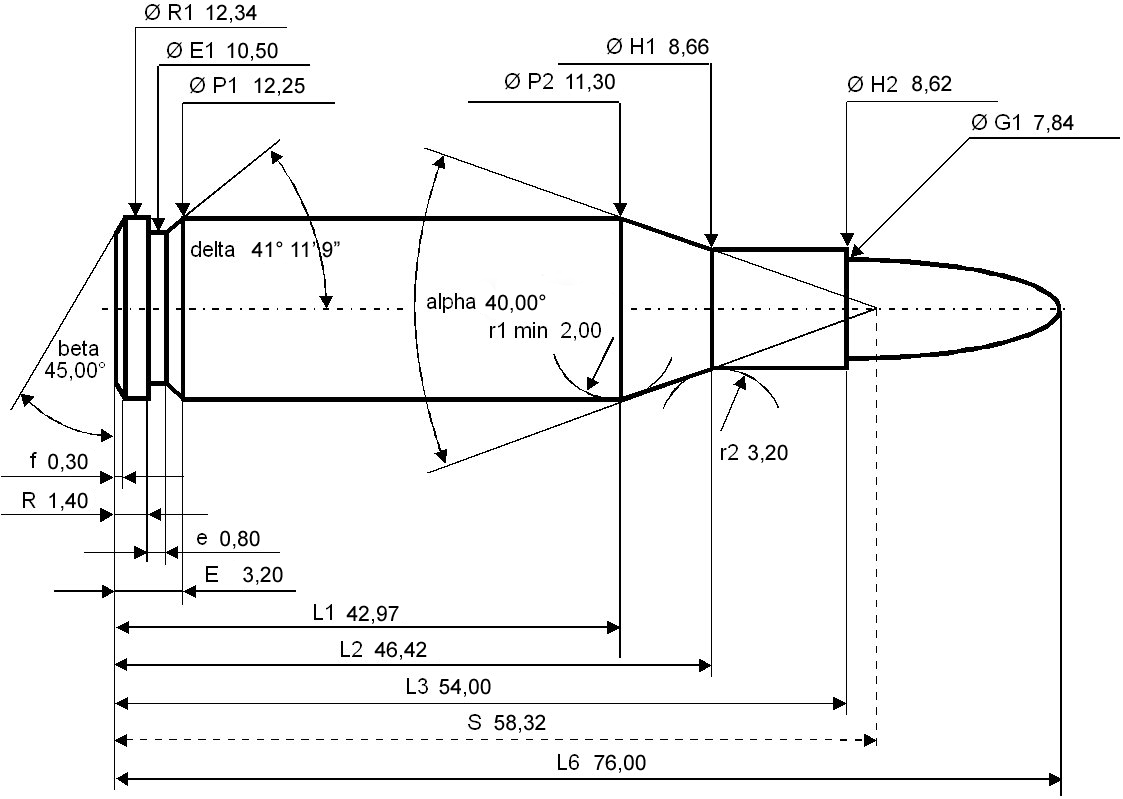
Dimensões máximas do cartucho 7,5×54mm MAS francês segundo o CIP. Todos os tamanhos estão em milímetros (mm).

Os americanos definiriam o ângulo do pescoço em alfa/2 = 20 graus. O passo do raiamento comum para este cartucho é 270mm (1 em 10,63 polegadas), 4 raias, Ø cheios = 7,57 mm (0,298 pol.), Ø raias = 7,85 mm (0,309 pol.), largura dos cheios = 3,70 mm (0,146 pol.). No entanto, as metralhadoras de fortaleza da Linha Maginot usavam um passo de raiamento de 235mm, uma vez que foram projetadas para uma bala mais pesada, a Mle 1933D.
O 7,5×54mm francês pode suportar pressão piezoelétrica máxima (Pmax) de até 380,00MPa (55.114 psi). A Comissão Internacional Permanente para o Teste de Armas de Fogo Portáteis (em francês:  Commission internationale permanente pour l'épreuve des armes à feu portatives, CIP) regula os testes do cartucho em 125% deste máximo para certificar a venda aos consumidores. Isso significa que armas calibradas no 7,5×54mm francês em países regulamentados pelo C.I.P. são, atualmente, testados em 475,00MPa (68.893psi) de pressão piezoelétrica (pe).
O C.I.P. registrou tanto o 30-284 NOLASCO quanto o extremamente semelhante 30-284 Winchester; ambos considerados "cartuchos wildcat" baseados no .284 Winchester nos EUA, mas fabricados comercialmente na Europa. Ambas as calibragens removem completamente a câmara do calibre 7,5×54mm MAS original. Ambos também têm as mesmas classificações de pressão do C.I.P. como o cartucho 7,62×54mm MAS, mas diferem em seu comprimento total devido ao comprimento da bala - o NOLASCO carrega uma bala mais longa para melhor alimentação e um coeficiente balístico aprimorado, e para atender a um comprimento total europeu um pouco mais comum de 76mm, igual ao 7,5x54mm francês e muito próximo do 7,5×55mm suíço.
Em 2008, o cartucho .284 baseado em estojo Winchester - mais popular e útil - não era o original, mas sim o 6,5-284 Norma. Este antigo wildcat, feito reduzindo o gargalo original do .284 Winchester para 6,5mm (.264), foi desenvolvido para tiro ao alvo de longo alcance, onde os participantes geralmente carregam suas munições manualmente. Naquela época, era um dos cartuchos não-wildcat mais usados por atiradores de competição em competições de classe F e 1.000 jardas/metros de longo alcance. Em 2022, devido aos avanços no desenho da bala, o estojo .284 Winchester original voltou como o cartucho mais preferido nas competições da classe F, com outras variantes de cartucho calibre .284 (7mm) sendo eliminadas do venerável desenho original (por exemplo, os .284 KMR, .284 Shehane, .284 Wheeler e .284 Ackley Melhorado). Muitos proprietários de antigos fuzis de serviço suíços nos Estados Unidos também estão agora reformando os estojos dos cartuchos .284 Winchester para produzir resultados análogos ao cartucho 7,5×55mm GP11 suíço, mais caro. A empresa finlandesa de cartuchos Lapua começou a fabricar .284 Winchester de latão (produto nº 4 PH 7284), novamente, desde a primavera de 2021.

## Armas calibradas

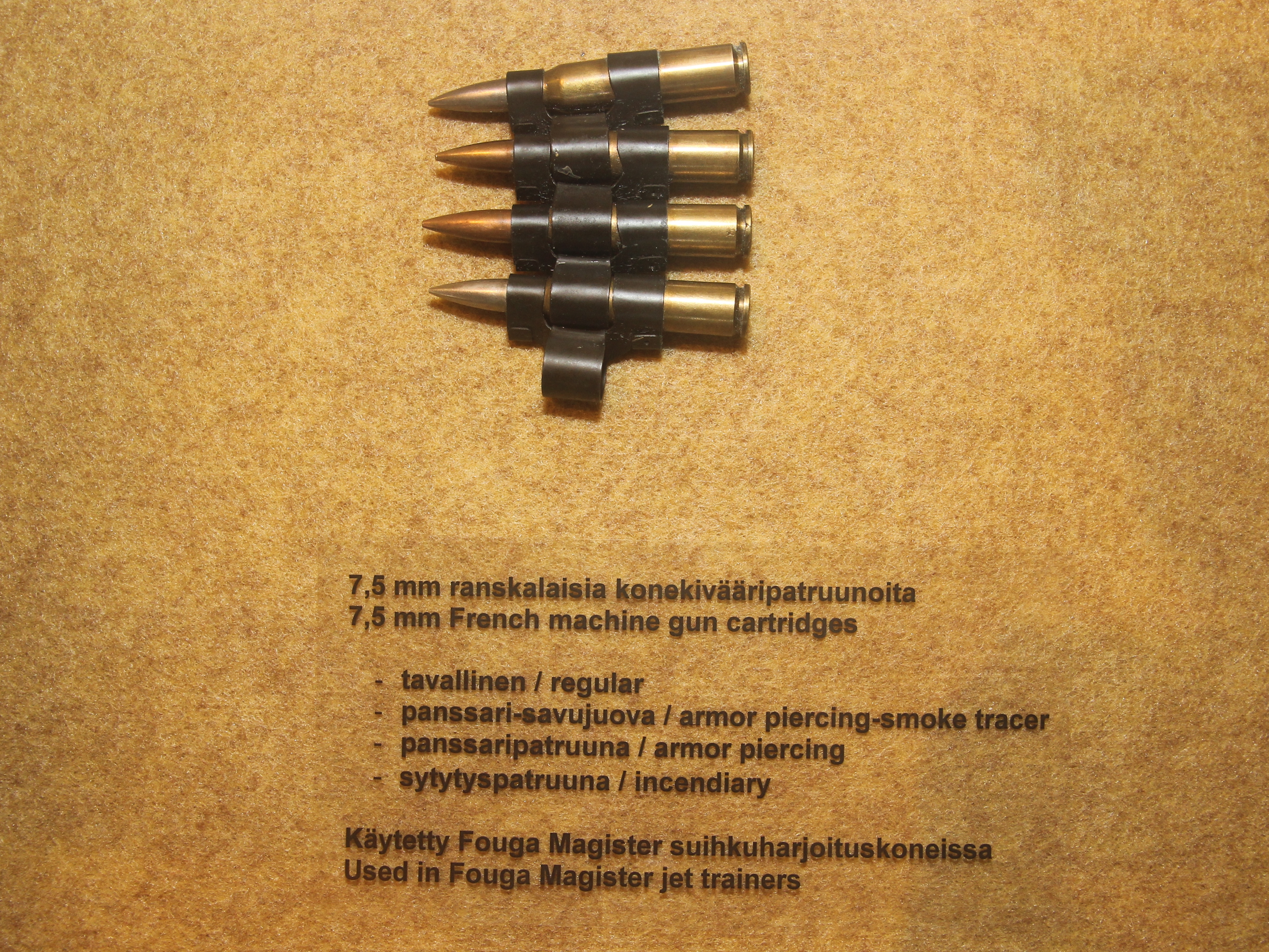
Cinta de munição 7,5×54mm para uso na MAC 52, variante de aeronave da metralhadora AA-52.

### Fuzis
- MAS-36
- MAS-49 e MAS 49/56
- FR F1
- Fusil Mle 1907/15-M34
- Lebel 1886-93 M27

### Metralhadoras
- MAC FM 24/29
- FM 1924/1929D
- MAC Reibel (MAC 1931 e MAC 1934)
- Darne
- FN-Browning mle 38
- AA-52

## Usuários
- França

- Alemanha Nazista

- Vietnã

- Camarões

- Síria